# Petrovo (Slovaquie)
Petrovo (allemand : Petermannsdorf bei Niedersalz, est un village de Slovaquie situé dans la région de Košice.

## Histoire
Première mention écrite du village en 1320.

## Démographie

### Évolution de la population
| Année:               | 1994. | 2004.   | 2014.   | 2024.    |
| -------------------- | ----- | ------- | ------- | -------- |
| Nombre de personnes: | 113   | 107     | 113     | 95       |
| Différence:          |       | -5,30 % | +5,60 % | -15,92 % |

| Année:               | 2023. | 2024.   |
| -------------------- | ----- | ------- |
| Nombre de personnes: | 98    | 95      |
| Différence:          |       | -3,06 % |